# Maciej Dąbrowski
Maciej Dąbrowski (Radziejów, 20 aprile 1987) è un calciatore polacco, difensore del Lubienianka Lubień Kujawski.

## Palmarès

### Club

#### Competizioni nazionali
- Campionato polacco: 2

Legia Varsavia: 2016-2017, 2017-2018